# 1668 en musique classique
| \| • Retour à la chronologie générale de la musique classique • \| |
| Grèce • Rome • Haut Moyen Âge • VIIIe siècle • IXe siècle • Xe siècle • XIe siècle XIIe siècle • XIIIe siècle • XIVe siècle • XVe siècle • XVIe siècle • XVIIe siècle XVIIIe siècle • XIXe siècle • XXe siècle • XXIe siècle |
| • Retour à la chronologie générale de la musique classique • |

| Années en musique classique : 1665 - 1666 - 1667 - 1668 - 1669 - 1670 - 1671    |
| Décennies en musique classique : 1630 - 1640 - 1650 - 1660 - 1670 - 1680 - 1690 |

## Événements
- George Dandin, comédie-ballet de Jean-Baptiste Lully et Molière.
- Motet Plaude, Laetare Gallia de Jean-Baptiste Lully pour le baptême du Grand Dauphin.

## Naissances

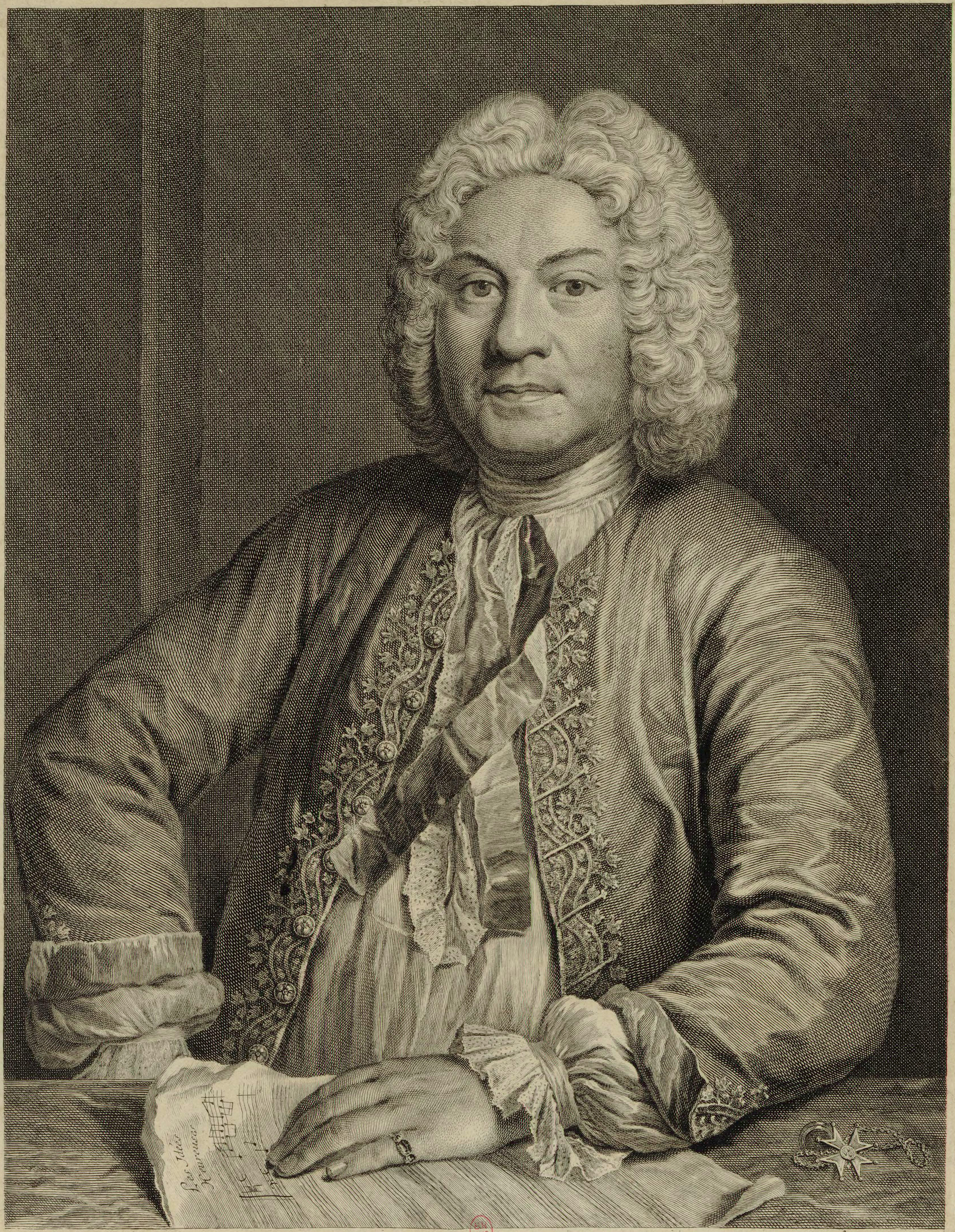
François Couperin

- 8 janvier : Jean Gilles, compositeur français († 5 février 1705).
- 26 septembre : Jean-Étienne Vaudry, musicien français († 21 juillet 1742).
- 29 octobre : Joseph-François Duché de Vancy, auteur dramatique et librettiste français († 14 décembre 1704).
- 10 novembre : François Couperin, compositeur, organiste et claveciniste français († 11 septembre 1733).
- 27 novembre : Pantaléon Hebenstreit, musicien et compositeur allemand († 15 novembre 1750).

Date indéterminée :
- John Eccles, compositeur anglais († 12 janvier 1735).

## Décès
- 23 octobre : Giovanni Rovetta, prêtre et compositeur italien (° 1596).
- 2 décembre : Albertus Bryne, compositeur et organiste anglais (° 1621).

Date indéterminée :
- Bonaventura Rubino, compositeur italien (° 1600).